# Codex Sangallensis 48
Pour le manuscrit en onciales grecques, voir Codex Sangallensis 878.
- Papyrus
- Onciale
- Minuscules
- Lectionnaire

Le Codex Sangallensis, portant le numéro de référence Δ ou 037 (Gregory-Aland), ε 76 (von Soden), est un manuscrit de vélin bilingue en écriture grecque onciale avec, au-dessus de chaque ligne en grec et en plus petit, une traduction en latin.

## Description

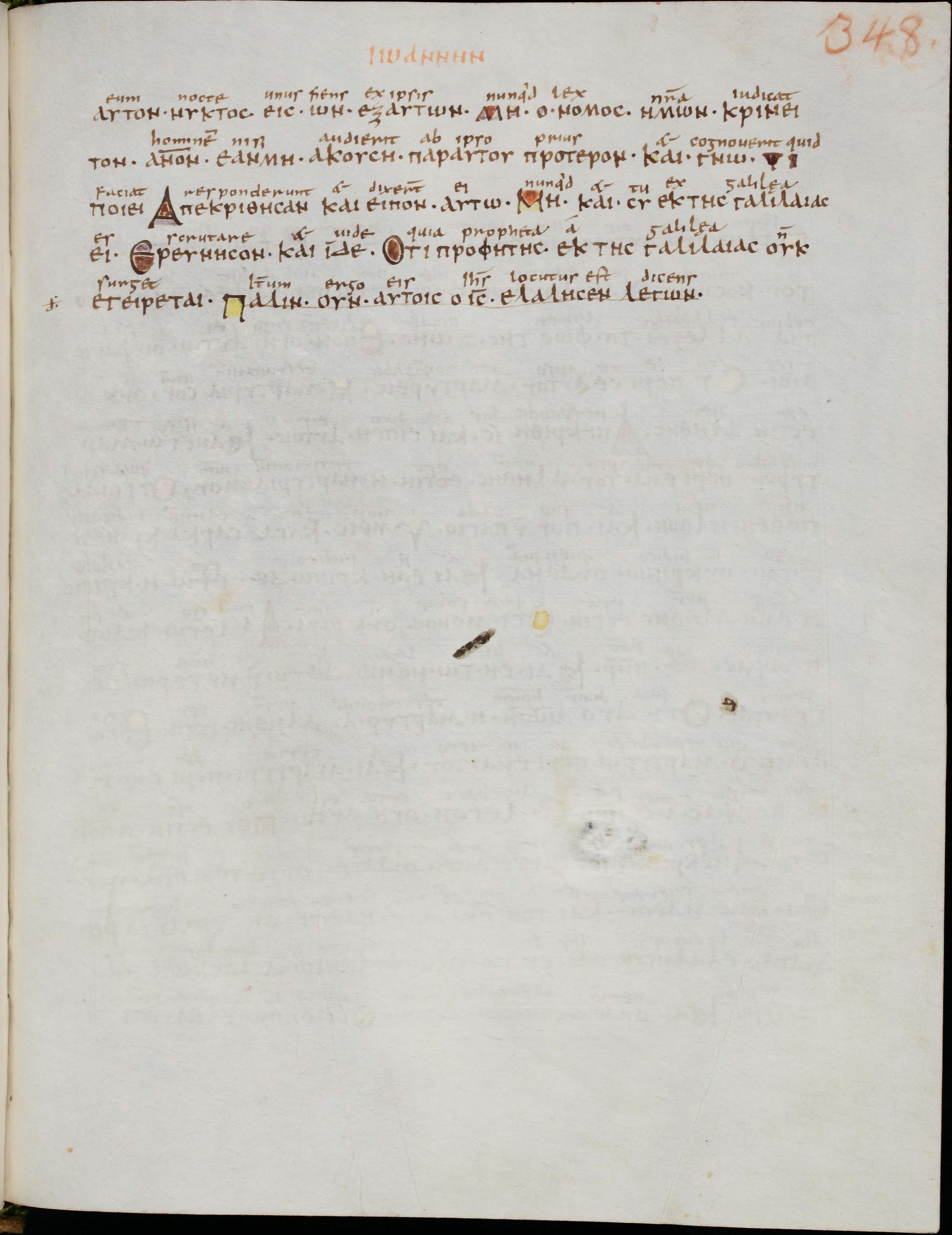
il manque de Jean 7,53 à 8,11

Le codex se compose de 198 folios. Il est écrit sur une colonne à 17. Les dimensions du manuscrit sont 23 x 18,5 cm,.
Il contient les évangiles avec une lacune en Jean 19:17-35. Il est aussi enluminé. 
Le texte de Marc est un représentant du texte alexandrin et pour les autres évangiles du texte byzantin (comme dans le Codex Athous Lavrensis). Kurt Aland le classe en Catégorie III. 

## Variantes textuelles
Le manuscrit ne contient pas de Pericope Adulterae (Jean 7,53-8,11).
Matthieu 1,12 se lit Ζοροβαβελ ] Ζορομβαβαβελ;
Jean 1,15 se lit ο οπισω ] ο πισω

## Datation et localisation
Les paléographes sont unanimes pour dater ce manuscrit du IXe siècle. 
Il est conservé à la bibliothèque de Abbaye de Saint-Gall (48) à Saint-Gall,.